# Scott Niedermayer
Scott Niedermayer (Kanada, Brit Columbia, Edmonton, 1973. augusztus 31. –) profi jégkorongozó. Azon játékosok egyike, akiknek sikerült megnyerniük a Stanley-kupát, a jégkorong-világbajnokságot, a téli olimpián a jégkorong tornát (ezzel a teljesítményével bekerült a Triple Gold Clubba), továbbá egyedülivé teszi teljesítményét, hogy még három jeles tornán volt ott a győztes csapatban: a U20-as jégkorong-világbajnokságon, a jégkorong-világkupán és a Memorial-kupán. Tagja a Jégkorong Hírességek Csarnokának és a Nemzetközi Jégkorongszövetség Hírességek Csarnokának.

## Pályafutása
Felnőtt pályafutását a WHL-ben szereplő Kamloops Blazersnél kezdte. Innen a New Jersey Devils az 1991-es NHL-drafton a harmadik helyen választotta ki az első körben, ekkor már igen ígéretes védőjátékosnak tartották. Első NHL-es csapatában 12 szezont játszott ezalatt nyert a csapattal három Stanley-kupát (1995-ben, 2000-ben és 2003-ban). Utolsó Devilses idényében ő lett a liga legjobb védője. 2005-ben szabadügynökként leszerződtette a Mighty Ducks of Anaheim csapata, és csapatkapitánnyá nevezték ki. Első két idényében a csapat kimagaslóan teljesített: a 2005-2006-os szezonban az Edmonton Oilers ellen játszhattak a Nyugati Konferencia döntőjében, ahol azonban vereséget szenvedtek. Egy évvel később az Anaheim megszerezte első Stanley-kupa győzelmét, amikor az Ottawa Senatorst sikerült legyőzniük a döntőben. Teljesítményével kiérdemelte a Conn Smythe-trófeát. Ebben az idényben a Kacsáknál játszott testvére, Rob Niedermayer is.
2007-ben bejelentette, hogy visszavonul, de döntését később visszavonta, és még a 2008-2009-es szezon végéig biztosan Kaliforniában marad, sőt szezonbeli teljesítményével újból meghívást kapott az All-Star gálára.

## Családja
Testvére, Rob Niedermayer mellett, unokatestvére, Jason Strudwick is az NHL-ben játszik. Scott Niedermayer nős, négy gyermek édesapja.

## Sikerei, díjai
- Elnöki-kupa: 1990, 1992
- Memorial-kupa: 1992
- CHL Scholastic Player of the Year: 1991
- Daryl K. (Doc) Seaman-trófea: 1991
- Stafford Smythe-emlékkupa: 1992
- Stanley-kupa: 1995, 2000, 2003 (New Jersey) és 2007 (Anaheim)
- Olimpiai aranyérem: 2002, 2010
- James Norris-emlékkupa: 2004
- Conn Smythe-trófea: 2007
- NHL All-Star mérkőzések: 1998, 2001, 2004, 2008, 2009
- Junior világbajnoki aranyérem: 1991
- Világkupa ezüstérem: 1996
- Világkupa aranyérem: 2004
- Világbajnoki aranyérem: 2004,

## Statisztikák

### Klubcsapat
| 1989–1990       | Kamloops Blazers        | WHL             | 64   | 14  | 55  | 69  | 64  | 17  | 2  | 14 | 16 | 35  |
| 1990–1991       | Kamloops Blazers        | WHL             | 57   | 26  | 56  | 82  | 52  | --  | -- | -- | -- | --  |
| 1991–1992       | Kamloops Blazers        | WHL             | 35   | 7   | 32  | 39  | 61  | 17  | 9  | 14 | 23 | 28  |
| 1991–1992       | New Jersey Devils       | NHL             | 4    | 0   | 1   | 1   | 2   | --  | -- | -- | -- | --  |
| 1992–1993       | New Jersey Devils       | NHL             | 80   | 11  | 29  | 40  | 47  | 5   | 0  | 3  | 3  | 2   |
| 1993–1994       | New Jersey Devils       | NHL             | 81   | 10  | 36  | 46  | 42  | 20  | 2  | 2  | 4  | 8   |
| 1994–1995       | New Jersey Devils       | NHL             | 48   | 4   | 15  | 19  | 18  | 20  | 4  | 7  | 11 | 10  |
| 1995–1996       | New Jersey Devils       | NHL             | 79   | 8   | 25  | 33  | 46  | --  | -- | -- | -- | --  |
| 1996–1997       | New Jersey Devils       | NHL             | 81   | 5   | 30  | 35  | 64  | 10  | 2  | 4  | 6  | 6   |
| 1997–1998       | New Jersey Devils       | NHL             | 81   | 14  | 43  | 57  | 27  | 6   | 0  | 2  | 2  | 4   |
| 1998–1999       | New Jersey Devils       | NHL             | 72   | 11  | 35  | 46  | 26  | 7   | 1  | 3  | 4  | 18  |
| 1998–1999       | Utah Grizzlies          | IHL             | 5    | 0   | 2   | 2   | 0   | --  | -- | -- | -- | --  |
| 1999–2000       | New Jersey Devils       | NHL             | 71   | 7   | 31  | 38  | 48  | 22  | 5  | 2  | 7  | 10  |
| 2000–2001       | New Jersey Devils       | NHL             | 57   | 6   | 29  | 35  | 22  | 21  | 0  | 6  | 6  | 14  |
| 2001–2002       | New Jersey Devils       | NHL             | 76   | 11  | 22  | 33  | 30  | 6   | 0  | 2  | 2  | 6   |
| 2002–2003       | New Jersey Devils       | NHL             | 81   | 11  | 28  | 39  | 62  | 24  | 2  | 16 | 18 | 16  |
| 2003–2004       | New Jersey Devils       | NHL             | 81   | 14  | 40  | 54  | 44  | 5   | 1  | 0  | 1  | 6   |
| 2005–2006       | Mighty Ducks of Anaheim | NHL             | 82   | 13  | 50  | 63  | 96  | 16  | 2  | 9  | 11 | 14  |
| 2006–2007       | Anaheim Ducks           | NHL             | 79   | 15  | 54  | 69  | 86  | 21  | 3  | 8  | 11 | 26  |
| 2007–2008       | Anaheim Ducks           | NHL             | 48   | 8   | 17  | 25  | 16  | 6   | 0  | 2  | 2  | 4   |
| 2008–2009       | Anaheim Ducks           | NHL             | 82   | 14  | 45  | 59  | 70  | 13  | 3  | 7  | 10 | 11  |
| 2009–2010       | Anaheim Ducks           | NHL             | 80   | 10  | 38  | 48  | 38  | —   | —  | —  | —  | —   |
| NHL Összesített | NHL Összesített         | NHL Összesített | 1263 | 172 | 568 | 740 | 784 | 202 | 25 | 73 | 98 | 155 |

## Válogatott
| Év                  | Csapat              | Esemény               | Eredmény            |    | MSz | G | A  | P  | B |
| ------------------- | ------------------- | --------------------- | ------------------- | -- | --- | - | -- | -- | - |
| 1991                | Kanada              | U20-as világbajnokság | Aranyérem           | 3  | 0   | 0 | 0  | 0  |   |
| 1992                | Kanada              | U20-as világbajnokság | 6. hely             | 7  | 0   | 0 | 0  | 10 |   |
| 1996                | Kanada              | Világkupa             | Ezüst               | 8  | 1   | 3 | 4  | 6  |   |
| 2002                | Kanada              | Olimpia               | Arany               | 6  | 1   | 1 | 2  | 4  |   |
| 2004                | Kanada              | Világbajnokság        | Aranyérem           | 9  | 3   | 2 | 5  | 12 |   |
| 2004                | Kanada              | Világkupa             | Arany               | 6  | 1   | 1 | 2  | 9  |   |
| 2010                | Kanada              | Olimpia               | Arany               | 7  | 1   | 2 | 3  | 4  |   |
| Válogatott összesen | Válogatott összesen | Válogatott összesen   | Válogatott összesen | 36 | 7   | 9 | 16 | 35 |   |